# My Heart Will Go On
„My Heart Will Go On” este principala melodie din cadrul coloanei sonore a filmului blockbuster Titanic, apărut în 1997. Muzica a fost compusă de James Horner, versurile îi aparțin lui Will Jennings, regia este semnată de către Walter Afanasieff, iar interpretarea aparține lui Céline Dion. Balada clasică a fost numită cântecul anului 1998 și i-a adus interpretei multe premii, printre care doua premii Grammy pentru "Cea mai bună interpretare live" și "Cântecul anului". James Horner a compus balada interpretată de Siessel, o soprană norvegiană. Apoi, împreuna cu Celine Dion a realizat o variantă completă. „My Heart Will Go On” este hitul lui Celine Dion și una dintre cele mai bine vândute melodii din toate timpurile, cu vânzări de peste 18 milioane de copii.